# 国鉄タム300形貨車
国鉄タム300形貨車（こくてつタム300がたかしゃ）は、かつて日本国有鉄道（国鉄）およびその前身である鉄道省等に在籍した私有貨車（タンク車）である。

## 概要
本形式は、1928年（昭和3年）の車両称号規程改正によりリ2466形（リ2466 - リ2468→タム300 - タム302）、リ2479形（リ2479→タム303）、リ2469形（リ2469→タム304）、リ2470形（リ2470 - リ2478→タム305 - タム313）、ア2520形（ア2520→タム314）、ア2530形（ア2530 - ア2531､ア2533→タム315 - タム317）、ア2540形（ア2540 - ア2541→タム318 - タム319）、ア2550形（ア2550 - ア2553→タム320 - タム323）の合計24両（タム300 - タム323）を改番し誕生した形式である。改番以降も製造は行われ、1930年（昭和5年）10月14日までに12両（タム324 - タム335）が落成した。
本形式の他に「濃硫酸」又は「濃硫酸及び発煙硫酸」を専用種別とする貨車は、タム400形（418両）、タキ300形（483両）、タキ4000形（351両）、タキ5750形（500両）、タキ46000形（71両）等実に21形式が存在した。
車体色は黒色、寸法関係は種車形式が多数のため様々であるが一例として全長は5,969mm、全幅は1,816mm、全高は3,277mm、軸距は2,743mm、実容積は8.4m3、自重は7.5t - 7.6t、換算両数は積車2.2、空車1.0で、走り装置はシュー式または（一段）リンク式の二軸車で最高運転速度は65km/hであった。
1968年（昭和43年）9月30日に最後まで在籍した2両（タム316, タム317）が廃車となり、同時に形式消滅となった。